# Моноспитово
Моноспитово (на македонска литературна норма: Моноспитово) е село в община Босилово на Северна Македония.

## География
Моноспитово се намира в Струмишката котловина, недалеч от северното подножие на Беласица. Близо до селото се намира Моноспитовското блато, което се характеризира с изключително биоразнообразие.

## История

### Етимология
Името Моноспитово е от гръцки произход и преведено на български означава Еднокъщево (от μόνος, „един“, „сам“ и σπίτι, „къща“ + българската наставка -ово), както и името на съседното село Еднокукево на струмишки говор.

### В Османската империя
През XIX век селото е чисто българско. Църквата „Св. св. Константин и Елена“ е от 1838 година. В „Етнография на вилаетите Адрианопол, Монастир и Салоника“, издадена в Константинопол в 1878 година и отразяваща статистиката на населението от 1873 година, Моноспитово (Monospitovo) е посочено като село със 120 домакинства, като жителите му са 437 българи. Между 1896 и 1900 година селото преминава под върховенството на Българската екзархия. Според статистиката на Васил Кънчов („Македония. Етнография и статистика“) от 1900 година Моносинтово е населявано от 1300 жители, всички българи християни.
В началото на XX век селото е смесено в конфесионално отношение. По данни на секретаря на екзархията Димитър Мишев („La Macédoine et sa Population Chrétienne“) през 1905 година в селото има 976 българи екзархисти и 184 протестанти. Там функционира българско училище.
След създаването на ВМОРО ръководители на местния комитет стават Атанас Галев, Трайко Барбутов – Щерко, Мито Маневски и Андон Попов. Те са разстреляни от сръбска милиция на 25 май 1925 година. Комитетът е възстановен в края на 1909 година от Христо Чернопеев и Михаил Думбалаков, като начело застава старият деец Христо Джолев.
При избухването на Балканската война през 1912 година голям брой жители на Моноспитово са доброволци в Македоно-одринското опълчение и в местните чети на ВМОРО. Селото е освободено от османска власт от четите на Михаил Думбалаков и Кочо Хаджиманов. Иван Попвелков от Моноспитово е войвода на чета, в която почти всички четници са от Моноспитово. Голям брой турци са избити в Монопитово по време на войната. С Букурещкия мирен договор от 10 август 1913 година струмишко попада в Царство България.

### В Югославия
След като Моноспитово попада в границите на Кралството на сърби, хървати и словенци, в него се образува селска чета на ВМРО от легални дейци на организацията. Войвода е Данчо Аладжов, помощник Тошо Бонев, Кольо Банскалиев, Пандо Попов, Пандо Кръстев – Чукано, Панзо Домазетов, Илия Делчев, Тушо Паунов, Наце Пенкин – Джонето, Атанас Джонев и други.

### В Северна Македония
Според преброяването от 2002 година селото има 1803 жители.
| Националност | Всичко |
| македонци    | 1799   |
| албанци      | 0      |
| турци        | 1      |
| роми         | 0      |
| власи        | 0      |
| сърби        | 2      |
| бошняци      | 0      |
| други        | 1      |

## Личности
Родени в Моноспитово
- Андон Василев, български революционер, четник на ВМРО, загинал при престрелка с военни след Деветомайския преврат на 14 юни 1934 година в местността Семково в Рила с войводата си Георги Христов и отвлечения комунист Симеон Кавракиров[15]
- Андон Попов, български революционер, деец на ВМРО[16]
- Атанас Ансаров (1870 – след 1943), български революционер, струмишки войвода на ВМРО
- Атанас Галев, деец на ВМОРО, македоно-одрински опълченец
- Атанас Джолев (1898 – ?), революционер от ВМОРО, македонист
- Борис Трайковски (1956 – 2004), президент на Република Македония
- Васил Христов Въргов (1881 или 1883 – след 1943), земеделец, неграмотен, македоно-одрински опълченец, служи в 3-та рота на 14-а воденска дружина,[17] носител е на два медала; на 10 април 1943 година като жител на Моноспитово подава молба за българска народна пенсия; молбата е одобрена и пенсията е отпусната от Министерския съвет на Царство България[18]
- Вашил Манавски, български революционер, деец на ВМРО[16]
- Велко Джолев, български революционер, деец на ВМРО[16]
- Георги Мишев (1915 – ?), български емигрантски деец
- Димитър Барбутов-Шерко, български революционер, деец на ВМРО[16]
- Димитър (Мите) Манавски, български революционер, деец на ВМРО[16]
- Дончо Аладжов, български революционер, деец на ВМРО
- Иван Попвелков (1881 – след 1943), деец на ВМРО
- Киро Донев (р. 1942), писател и преводач от Северна Македония
- Кольо Горичев, български революционер, деец на ВМРО[16]
- Коте Ансаров, български революционер, деец на ВМОРО
- Кольо Мишев (р. 1960), български и северномакедонски художник
- Костадин Мишев, български революционер, струмишки войвода на ВМРО след 1920 година[19]
- Коте Ансаров, български революционер, селски ръководител на ВМОРО от 1899 до 1906 година и личен приятел на Гоце Делчев[20]
- Пандо Чоканов, Дончо Аладжов, Тушо Георгиев, Иван Митов, Доне Илиев, Атанас Джолев, Ванчо Галев, дейци на ВМРО[21]
- Христо Алшуклиев, български революционер, деец на ВМРО[16]
- Христо Джолев, български революционер от ВМОРО и ВМРО
- Христо Лазаров Велков, български революционер, струмишки селски войвода на ВМОРО, в 1911 година турците изгарят къщата му[22]

Починали в Моноспитово
- Кръстьо Новоселски (? – 1905), български революционер, деец на ВМОРО

Македоно-одрински опълченци от Моноспитово
- Андон Трендов (о. 1881 – ?), чета на Иван Попвелков[23]
- Атанас Галев (о. 1866 – ?), чета на Иван Попвелков[24]
- Атон Георгиев (о. 1893 – ?), 1-ва рота на 4-та битолска дружина[25]
- Васил Донев (о. 1876 – ?), чета на Иван Попвелков[26]
- Васил Ицев (о. 1887 – ?), чета на Иван Попвелков[27]
- Васил Манев (о. 1871 или 1875 – ?), чета на Иван Попвелков, нестроева рота на 13-та кукушка дружина[28]
- Васил Попдонев (о. 1886 – ?), 4-та рота на 13-та кукушка дружина[29]
- Васил Христов (Христев) (о. 1884 – ?), 3-та рота на 14-та воденска дружина[30]
- Витан Пенев[31]
- Георги Божилов (Божинов) (о. 1890 или 1891 – ?), чета на Иван Попвелков, 3-та рота на 14-а воденска дружина[32]
- Георги Костов, 4-та рота на 3-та солунска дружина, ранен на 5 юли 1913 година[33]
- Георги Манев (о. 1868 – ?), чета на Иван Попвелков, 3-та рота на 13-та кукушка дружина[34]
- Георги Трайков (о. 1893 – ?), 4-та рота на 13-та кукушка дружина[35]
- Гоне Бъсев[31]
- Димитър Панов (о. 1890 или 1891 – ?), чета на Иван Попвелков, 4-та рота на 13-та кукушка дружина[36]
- Дончо Трендов Фрачов (о. 1879 – ?), 4-та рота на 13-та кукушка дружина[37]
- Евтим Василев (о. 1887 или 1888 – ?), 4-та рота на 3-та солунска дружина, носител на орден „За храброст“ IV степен[38]
- Иван Бъсев (о. 1881 – ?), чета на Иван Попвелков[39]
- Иван Костов, 4-та рота на 3-та солунска дружина[40]
- Иван Попвелков (Велков, Великов) (о. 1887 – ?), войвода на чета, 3-та рота на 15-а щипска дружина[41]
- Илия Спасов Панов (о. 1882 – ?), чета на Иван Попвелков, 1-ва и/или 3-та рота на 14-та воденска дружина[42][43]
- Кольо Танчев (Танчов) (о. 1880 или 1884 – ?), чета на Иван Попвелков, 3-та рота на 14-та воденска дружина[44]
- Коста Митев (о. 1885 – ?), чета на Иван Попвелков, нестроева рота на 15-а щипска дружина[45]
- Коте Лазаров Щрклев (о. 1895 – ?), чета на Иван Попвелков[31][46]
- Кръстьо (Кръсте) Танев Донев (о. 1887 – ?), чета на Гоце Бърдаров, 3-та рота на 13-та кукушка дружина[47]
- Мано Панов (о. 1888 – ?), чета на Иван Попвелков, продоволствен транспорт на МОО[48]
- Милко Танов Велков (о. 1888 – ?), нестроева рота на 13-та кукушка дружина[49]
- Наци (Наце) Монаспитски (Моноспитски), чета на Михаил Думбалаков[50]
- Павле Милчев (Минчов, Малчев) (о. 1894 – ?), 2-ра рота на 7-а кумановска дружина[51]
- Пандо (Панде) Георгиев (о. 1890 – ?), нестроева рота на 3-та солунска дружина[52]
- Пандо Митев, 2-ра рота на 11-та сярска дружина[53]
- Ристо Коцев (о. 1881 – ?), чета на Иван Попвелков[54]
- Тома Велков (о. 1892 или 1893 – ?), 4-та рота на 3-та солунска дружина[55]
- Трайко Трендов (Тръндов) (о. 1866 – ?), чета на Иван Попвелков, 14-та воденска дружина[56]
- Трайче Гьоргев (о. 1890 – ?), чета на Иван Попвелков[57]
- Христо (Ице) Ильов (о. 1868 – ?), чета на Иван Попвелков, 14-та воденска дружина[58]